# Bob Hite

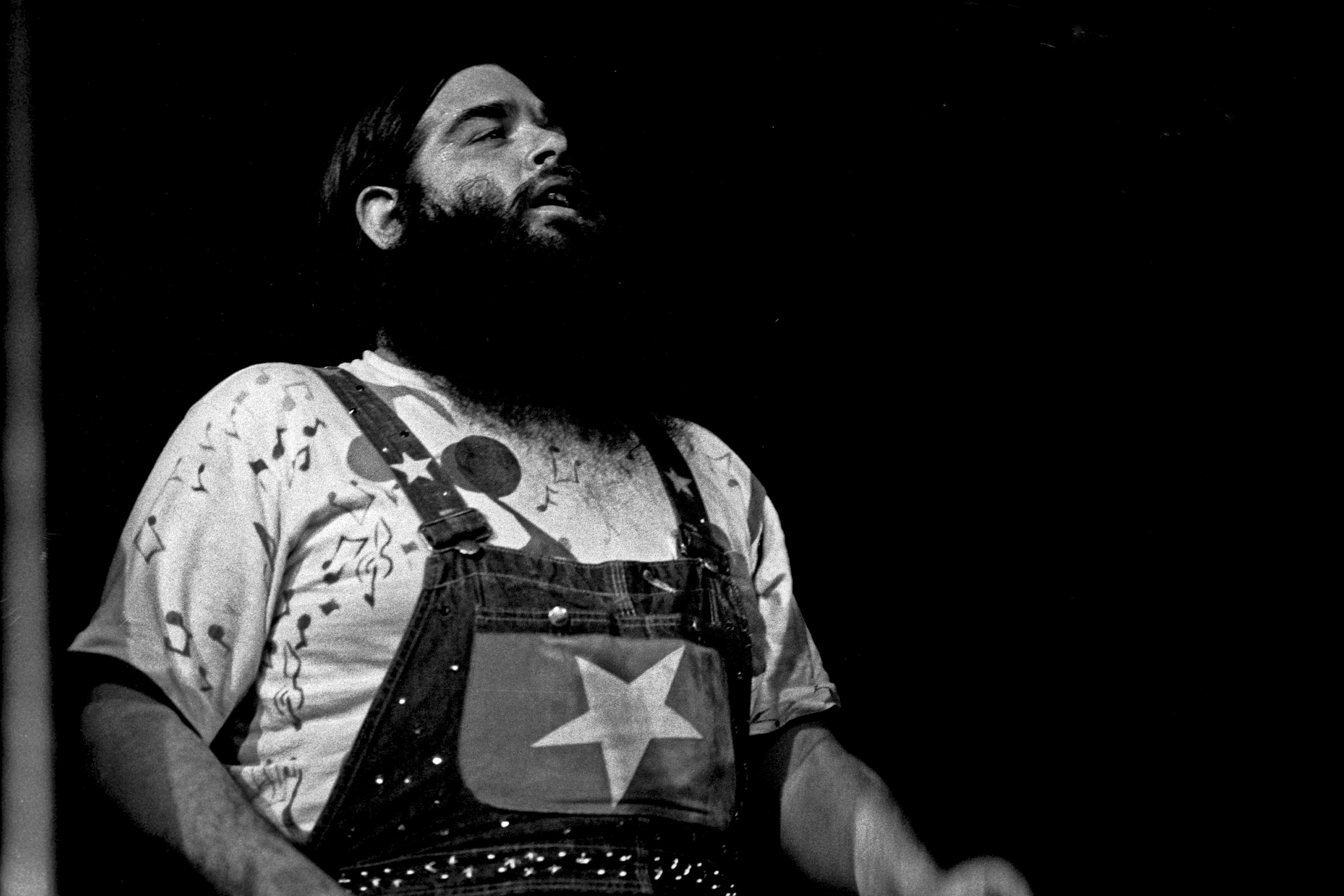
Bob „The Bear“ Hite (1974)

Bob „The Bear“ Hite (* 26. Februar 1945 in Torrance, Los Angeles, Kalifornien als Robert Ernest Hite; † 6. April 1981 in Venice, Los Angeles, Kalifornien) war ein US-amerikanischer Sänger und Gründungsmitglied von Canned Heat.

## Biografie

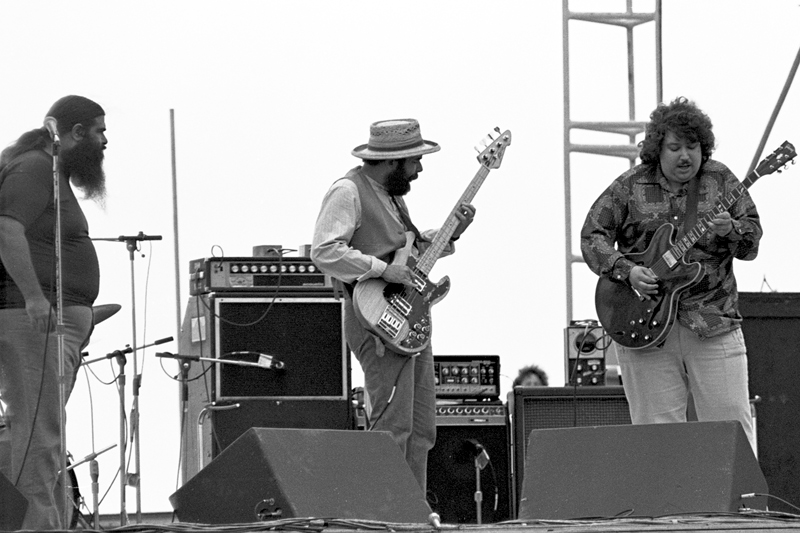
Bob Hite (links) mit Canned Heat (1979)

Bob Hite wurde in eine musikalische Familie geboren. Seine Mutter war Sängerin, und sein Vater spielte in einer Band in Pennsylvania. Im Alter von neun Jahren fing er an, jede Schallplatte aus Jukeboxen zu sammeln, die er bekommen konnte. Aufgrund dieser Sammelleidenschaft eröffnete er später einen eigenen Plattenladen und brachte das Sammler-Journal Rhythm&Blues Collector heraus. Seine Sammlung erreichte 1973 einen Bestand von über 70.000 Schallplatten. Er soll oft in Plattenläden sämtliche Kopien einer Platte aufgekauft und sie bis auf ein Exemplar vernichtet haben, um den Wert seiner Sammlung zu erhöhen. Nach seinem Tode 1981 wurde die Sammlung zerschlagen, er hatte aber vorher schon aufgrund finanzieller Probleme große Teile davon verkaufen müssen. Einen Großteil seiner Sammlung besitzen heute Fito de la Parra und Walter De Paduwa. Der veröffentlichte 2007 in Zusammenarbeit mit Fito einige Aufnahmen aus der Sammlung auf dem Sampler Rarities from the Bob Hite Vaults.
Im Zuge des Folk-Revivals Anfang der 1960er entdeckte er den Bluessänger Driftin’ Slim wieder und verhalf ihm Mitte der 60er zu einem Comeback.
1965 gründete er mit Alan Wilson, den er über John Fahey kennengelernt hatte, und Henry Vestine die Band Canned Heat. Hite kam auf den Namen, da eine seiner Schallplatten aus dem Jahr 1928 von Tommy Johnson einen gleichnamigen Bluessong enthielt. Bei Canned Heat übernahm er den Gesang und gelegentlich die Mundharmonika. Später, nach Wilsons Tod, spielte er gelegentlich auch dessen alte Gibson Les Paul Gold Top bei Auftritten.
Mit Canned Heat feierte Hite seine größten Erfolge und trat mit ihnen 1967 beim Monterey Pop Festival und 1969 beim Woodstock-Festival auf.
Neben seiner Rolle als Musiker (co-)produzierte Hite auch Alben von Canned Heat und anderen Interpreten. Über seine Sammlerleidenschaft traf er 1969 Albert Collins und half ihm, seine Karriere aufzuwerten. Collins widmete ihm daraufhin die Single Love Can Be Found Anywhere, deren Namen aus dem von Hite mitgeschriebenen Song Fried Hockey Boogie stammt.
1968 war Hite Co-Produzent des Albums Slim’s Got His Thing Going On von Sunnyland Slim, an dem er neben Alan Wilson auch musikalisch mitwirkte. Als Gage erhielt er ein Piano, welches bei dem Song Turpentine Moan auf dem Album Boogie with Canned Heat zu hören ist.
1970 produzierte er zusammen mit Skip Taylor das Album Hooker ’n Heat, das Canned Heat mit ihrem großen Idol John Lee Hooker aufnahmen.
Daneben wirkte und produzierte er mit Musikern wie Little Richard, Clarence Gatemouth Brown, Memphis Slim und Ronnie Barron.
Nach dem Tod seines Mitstreiters und Bandgründers Alan Wilson ließ der Erfolg der Gruppe rapide nach und Hite verfiel mehr und mehr harten Drogen.

## Tod
Am 5. April 1981 spielten Canned Heat im Palomino Club in Los Angeles unter anderem mit Henry Vestine einen laut ihrem Schlagzeuger Fito de la Parra sehr guten Gig, was zu dieser Zeit für die Band aufgrund enormer Drogenprobleme und oft wechselnden Besetzungen nicht selbstverständlich war. In der Pause zwischen den beiden Sets bekam Hite Heroin angeboten, welches er sofort komplett konsumierte, obwohl er es im Gegensatz zu Kokain nicht gewohnt war. Durch die starke Wirkung der Droge war Hite nicht mehr in der Lage, das zweite Set zu singen. Um ihn wieder auf die Beine zu bekommen, gaben ihm ein paar Roadies der Band etwas Kokain. Die Band spielte währenddessen ohne ihn weiter und kümmerte sich nicht weiter um ihn, da es nicht sein erster Zusammenbruch war. Der Sänger wurde ins Haus von de la Parra gebracht, überlebte die Überdosis jedoch nicht.
Seine letzte Aufnahme war das Lied Hell's just on Down the Line für das Album Kings of the Boogie, das ohne ihn fertiggestellt wurde. Zu seinem Gedenken brachte der ehemalige Canned-Heat-Bassist Tony de la Barreda ein 1980 aufgenommenes, auf Hites ausdrücklichen Wunsch unveröffentlicht gebliebenes Album mit dem Titel In Memory of Bob „The Bear“ Hite – Don't forget to Boogie heraus. Bis dato hatte er jedes Konzert mit den Worten „Don't forget to boogie!“ beendet.

## Trivia
- Über die Herkunft seines Spitznamens gibt es zwei Aussagen: 
  - P. J. Proby gab ihm während eines Auftritts den Spitznamen „The Bear“ aufgrund seines großen, massigen Körpers und seiner langen Haare und des Vollbartes.
  - Bei dem Dreh zur Fernsehserie Playboy After Dark von Hugh Hefner wird die auf dem Schoß von Hite sitzende Lindsay Wagner von Hefner gefragt, welchem Tier Hite ähneln würde. Auch sie verglich ihn mit einem Bären.
- Das Magazine Variety beschrieb Hite in der Dezemberausgabe 1967 als „one of the rare species floating around (and that he does) who shows promise of being singled out in this new crop of bands as a top performer.“

## Diskografie

### Mit Canned Heat
- Siehe Diskografie von Canned Heat

### Mit anderen Musikern
- 1969: Slim’s Got His Thing Goin' On mit Sunnyland Slim
- 1971: Hooker ’n Heat mit John Lee Hooker
- 1974: Memphis Heat mit Memphis Slim
- 1974: Gate’s on the Heat mit Clarence Gatemouth Brown
- 1981: Hooker n’ Heat, Live at the Fox Venice Theatre mit John Lee Hooker und The Chambers Brothers